# 山口喜一
山口 喜一（やまぐち きいち、1881年（明治14年）11月22日 - 1969年（昭和44年）5月22日）は、日本のジャーナリスト。

## 生涯
1881年（明治14年）11月、福島県大沼郡旭村（現会津美里町）に原与三郎の次男として生まれる。1901年（明治34年）4月、同志社普通部を経て、東京政治学校卒業。翌年、福島県に帰郷し、山口家の婿養子となる。1903年（明治36年）、長野県松本町の戊戌商業学校の教師を務める傍ら、信濃実業新報主筆として記事を執筆する。翌年、会津日日新聞主筆となり「政民策論」を著す。1905年（明治38年）、東京毎日新聞社嘱託員となる傍ら、日本家畜協会『日本の家畜』の編集に従事する。1906年（明治39年）、北海道旭川町北海旭新聞主筆に就任。1907年（明治40年）に北海タイムス編集長に就任し、1929年（昭和4年）には北海タイムス社（現 北海道新聞社）取締役支配人に昇進する。1942年（昭和17年）に北海タイムス社を退社し、日本海事新聞社社長に就任する。第二次世界大戦終戦後の1946年（昭和21年）、新北海新聞社を設立したが、翌年公職追放を受けた。追放解除後の1953年（昭和28年）、北海道経済新聞社を設立するが、北海道経済新聞は約半年で休刊となった。1959年（昭和34年）、北海道文化賞を受賞する。
ジャーナリストとして以外の活動としては、1929年（昭和4年）に長男の寿一が胃癌で死んだことをきっかけに、癌治療を研究する学者に資金援助を行い、北海道対がん協会を設立した。この功績により、1968年（昭和43年）、日本対がん協会から、ガン対策事業功労者として表彰される。
業務の傍ら、ロシア語、居合、刀剣鑑定、囲碁（二段）、飛行機の操縦、短歌などを学ぶなど多趣味な人物であった。この内、武道については、十代の頃より制剛心照流の柔術・手裏剣術・縄術を修行し、柔術は免許皆伝の腕前であったほか、三十代より平岡風雲より長谷川流居合を、結城平五郎より宝蔵院流槍術と范会流居合を、吉井政恒より北辰一刀流居合を学び、この他、塩田流居合も学んだという。会津会会員でもあった。